# Ралф Ричардсън
Сър Ралф Ричардсън (на английски: Ralph Richardson), е британски филмов, театрален и телевизионен актьор, роден през 1902 година, починал през 1983 година.
Заедно с приятелите си Лорънс Оливие и Джон Гилгуд, Ричардсън е част от знаменитото поколение английски театрални актьори от средата на XX век, удостоени с рицарско звание за приноса си към британската култура. Въпреки че става широко популярен с многобройните си сценични изпълнения, Ричардсън прави забележителни участия и в значителен брой популярни класически филмови продукции като „Падналият идол“ (1948), „Наследницата“ (1949), „Ричард ІІІ“ (1955), „Доктор Живаго“ (1965), „Тарзан от рода Грейстоук“ (1984) и др. Два пъти е номиниран за награда „Оскар“ в категорията за поддържаща роля. Носител е на награда БАФТА, както и на приза за най-добър актьор от фестивала в Кан за изпълнението си в „Дългият път на деня към нощта“ (1962) на режисьора Сидни Лъмет.

## Биография

### Младежки години
Роден е като Ралф Дейвид Ричардсън на 19 декември 1902 г. в Челтнъм, графство Глостършър, Англия. Той е най-малкият от тримата синове на Лидия и Артър Ричардсън. Баща му е преподавател в девическия колеж на Челтнъм. Още докато е бебе, майка му напуска семейството, вземайки го със себе си, заминавайки за близкия град Глостър. Там Ралф е отгледан и възпитан в римокатолическата вяра. Следвайки желанието на майката да направи от него свещеник, той първо е олтарно момче в Брайтън, а впоследствие е изпратен да учи в религиозния колеж „Xaverian Brothers“ в Брюж, Белгия откъдето избягва, търсейки друг път в живота си.

## Избрана филмография
| Година | Филм                          | Оригинално заглавие                               | Роля                      | Режисьор             |
| ------ | ----------------------------- | ------------------------------------------------- | ------------------------- | -------------------- |
| 1936   | Нещата, които предстоят       | Things to Come                                    | шефът                     | Уилям Кэмерън Мензис |
| 1938   | Цитаделата                    | The Citadel                                       | Дени                      | Кинг Видор           |
| 1948   | Падналият идол                | The Fallen Idol                                   | Бейнс                     | Карол Рийд           |
| 1949   | Наследницата                  | The Heiress                                       | д-р Остин Слоупър, бащата | Уилям Уайлър         |
| 1955   | Ричард ІІІ                    | Richard III                                       | Графът на Бирмингам       | Лорънс Оливие        |
| 1959   | Нашият човек в Хавана         | Our Man in Havana                                 | „С“                       | Карол Рийд           |
| 1962   | Дългият път на деня към нощта | Long Day's Journey into Night                     | Джеймс Тайрон старши      | Сидни Лумет          |
| 1965   | Доктор Живаго                 | Doctor Zhivago                                    | Александър                | Дейвид Лийн          |
| 1969   | О! Каква прекрасна война      | Oh! What a Lovely War                             | Сър Едуард Грей           | Ричард Атънбъро      |
| 1977   | Исус от Назарет               | Jesus of Nazareth                                 | Симеон                    | Франко Дзефирели     |
| 1981   | Бандити във времето           | Time Bandits                                      | Господ                    | Тери Гилиъм          |
| 1984   | Тарзан от рода Грейстоук      | Greystoke: The Legend of Tarzan, Lord of the Apes | шести граф на Грейстоук   | Хю Хадсън            |